# Băbească neagră

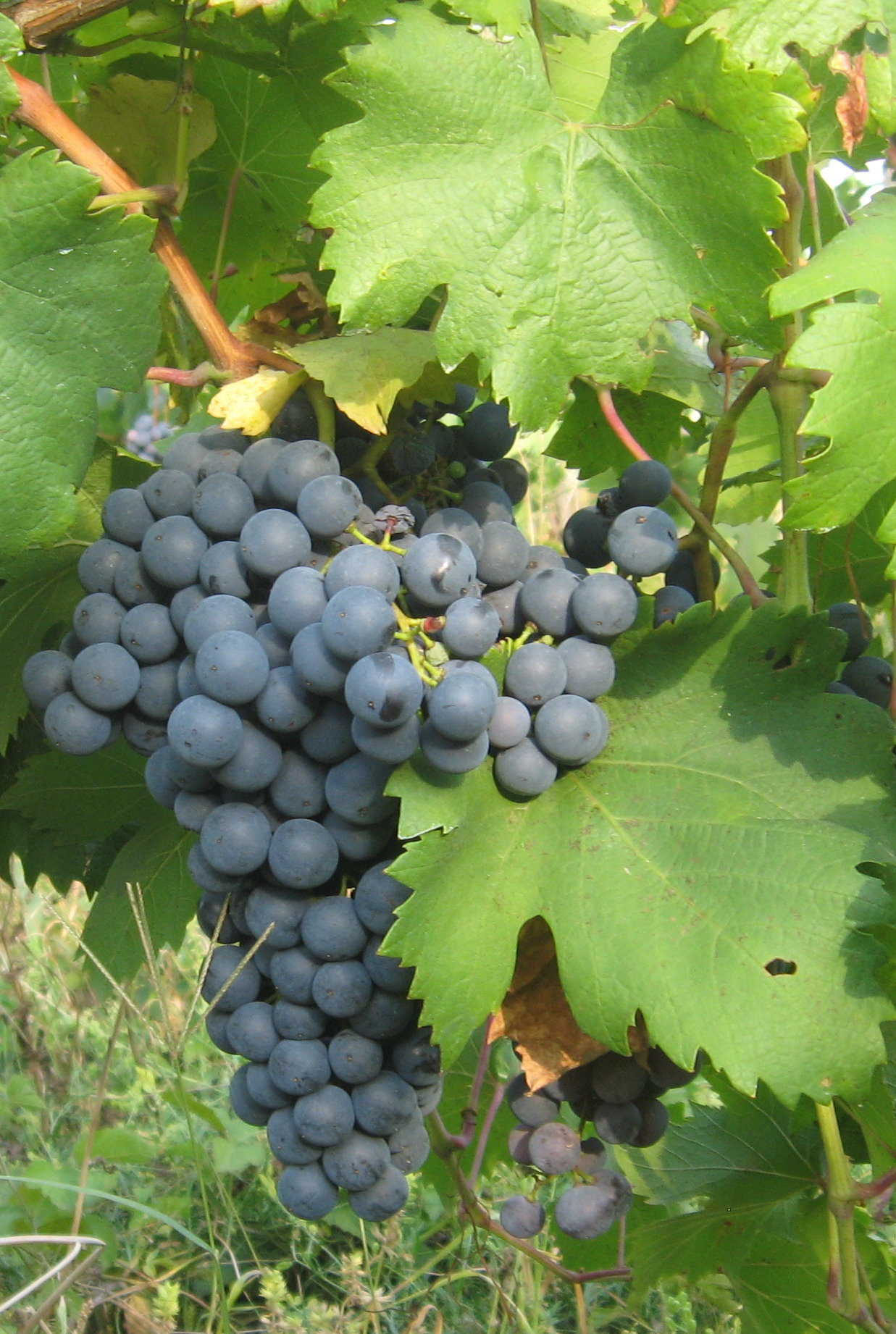
Racimo de băbească neagră

La băbească neagră (también conocida como rară neagră y sereksia) es una de vino tinto de Rumanía y Moldavia.
Se cultiva en el sur de la República de Moldavia y en las regiones rumanas de Moldavia (no confundir con la república del mismo nombre), Dobruja y Wallachia, lo que la convierte en la segunda uva más plantada de Rumanía. También se encuentra en Ucrania, donde se la conoce como sereksia.
El nombre băbească neagră significa en rumano "abuela de la negra". Muchos de los vinos producidos con băbească neagră son tintos afrutados y de cuerpo ligero. Al ser una variedad de uva antigua, la băbească neagră ha dado lugar a algunas variaciones, incluyendo la conceac-una variación con uvas más grandes-, la coada rândunicii (swallowtail)-una variación con un racimo doble- y la coada vulpii (foxtail)-una variación que tienen una prolongación cilíndrica en el racimo. Se han producido a lo largo de los años dos mutaciones coloridas, incluyendo una uva rosada llamada băbească gri en Rumanía y sereksyia rose en los lagos Finger, y una uva blanquecina conocida como băbească albă.

## Historia

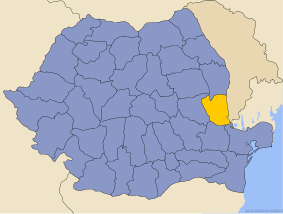
El condado de Galați, de donde se cree que proviene la băbească neagră.

Los ampelógrafos creen que la băbească neagră es una variedad muy antigua. La mención más antigua de esta uva data del siglo XIV. El nombre en rumano significa "abuela de la negra" y posee muchas variaciones (incluyendo las mutaciones coloridas băbească gri y băbească albă. Aunque la uva ha crecido a lo largo de Rumanía y Moldavia, la región asociada normalmente como lugar de nacimiento de la băbească neagră es la de Nicoresti, en el condado de Galati, medio este de Rumanía y lindando con Moldavia.

## Viticultura

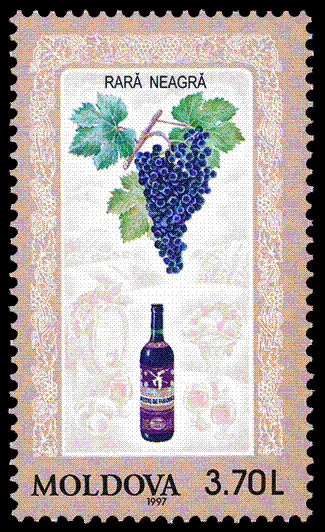
La rară neagră en un sello moldavo.

La băbească neagră es una variedad de maduración tardía y que también brota de forma media o tardía, lo que contribuye a la resistencia de la uva al invierno y a las heladas de los comienzos de la primavera. 
Durante los inviernos fríos de Europa del Este, la băbească neagră es capaz de soportar temperaturas de hasta -18 °C. Sin embargo, al ser racimos muy sueltos, con uvas medianas y de piel fina, es muy susceptible a la botrytis, la pudrición del montón, el moho y la sequía. Si no se controlan los rendimientos con la poda del invierno y la cosecha verde, la vid puede volverse muy vigorosa y propensa a desarrollar millerandage.
Aunque que la băbească neagră tiene muchas variedades, al igual que sucede con la pinot noir y la garnacha, tiene también dos notables mutaciones coloridas, una con uvas blancas llamada băbească albă y otra con uvas rosadas llamada băbească gri que crece en los alrededores de Husi, en el condado de Vaslui.

## Regiones vitícolas

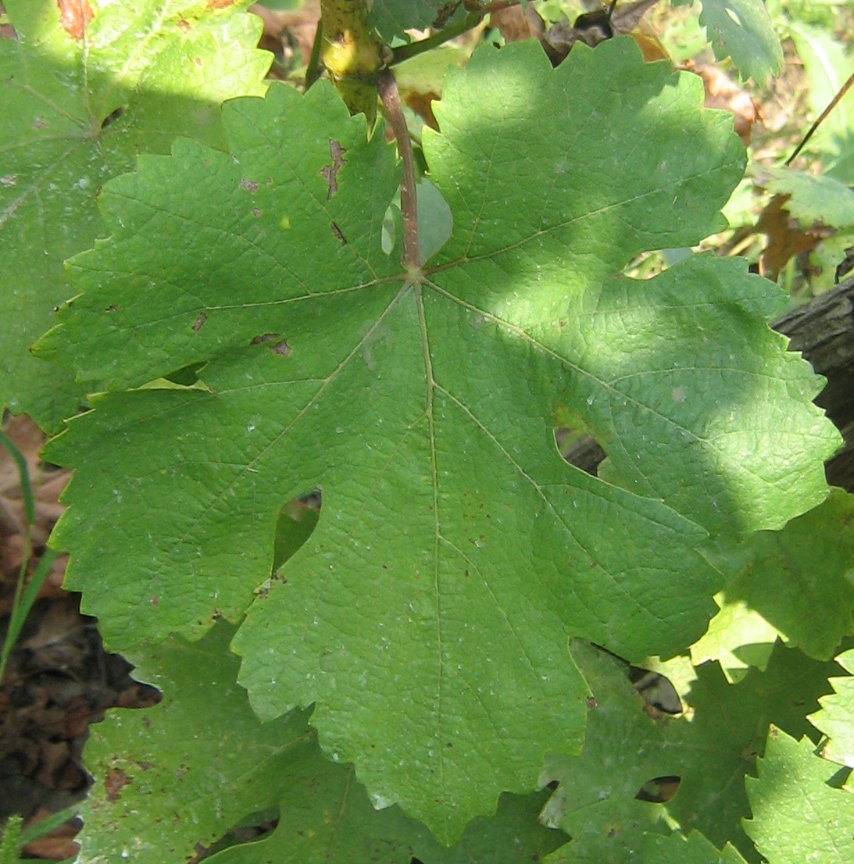
Hoja de la vid.

La mayoría de las plantaciones de băbească neagră están en Rumanía, donde, en 2008, había 4516 ha de cultivos. La mayoría de estas plantaciones están en el condado de Galati, sobre todo en los alrededores de Nicoresti. También se pueden encontrar plantaciones significativas en los alrededores de Odobesti, en el condado de Vrancea, y en los viñedos de suelos arenosos a lo largo del río Danubio, que pasa por la frontera sur de Rumanía con Serbia y Bulgaria.
Fuera de Rumanía, la uva se puede encontrar en Moldavia, en Ucrania y en los Estados Unidos. La băbească neagră se puede encontrar en algunas hectáreas del Área Vitícola Americana de los lagos Finger, en el Estado de Nueva York, donde esta variedad fue plantada de forma exitosa por primera vez por Konstatin Frank. Llamada sereksiya charni (nombre ruso) en los Estados Unidos, es usada por Viñedos McGregor mezclada con la uva saperavi para crear un vino tinto aromático y afrutado llamado "black russian".

### Moldavia

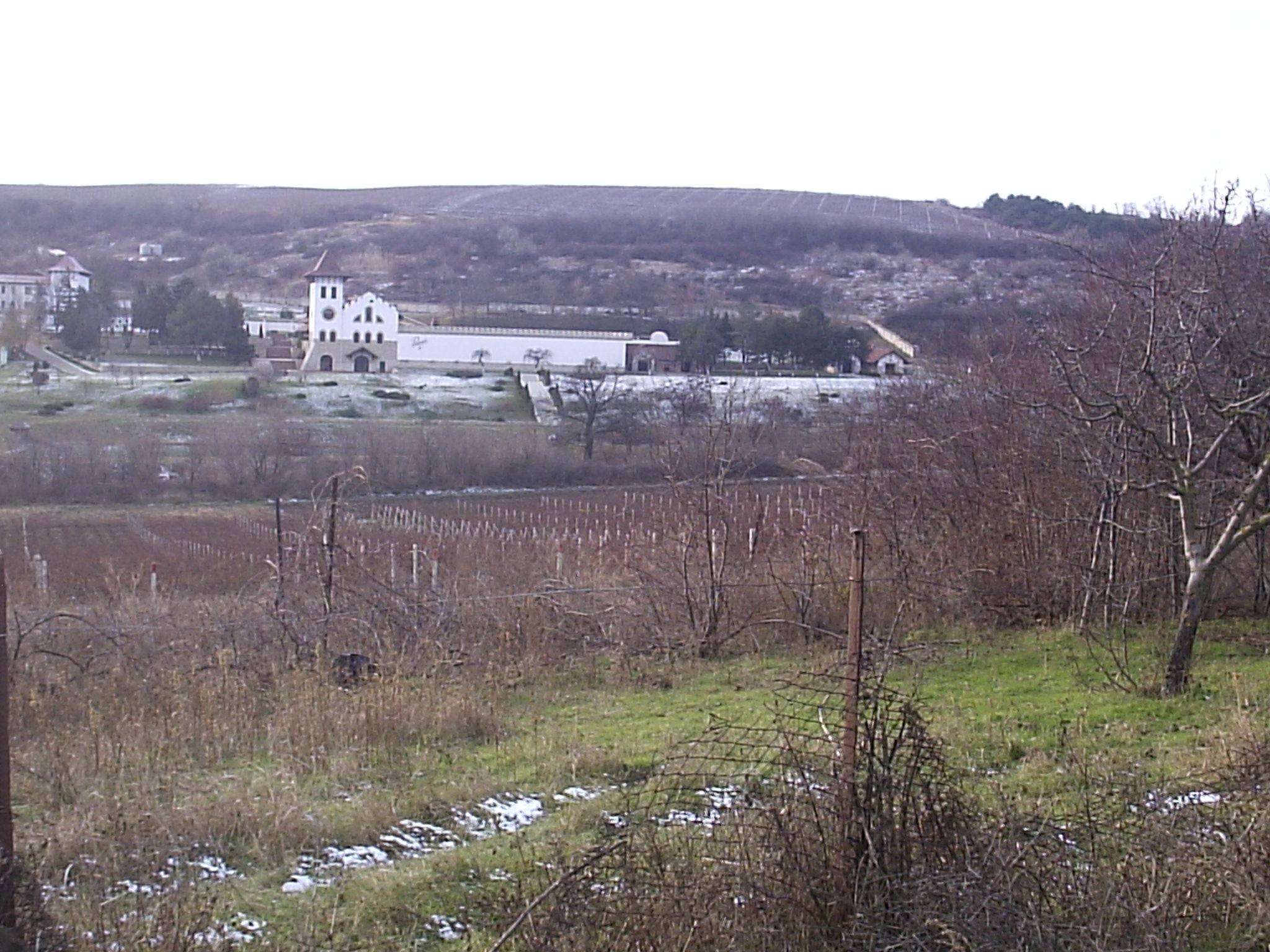
La región de Purcari, en Moldavia, donde la băbească neagră es mezclada a menudo con la cabernet sauvignon.

En Moldavia, la băbească neagră (también llamada rară neagră) es una variedad de maduración tardía que da vinos tintos que suelen tener una cierta acidez y pueden exhibir unas pronunciadas notas frutales. Fue la responsable de la fama de los vinos de Purcari en el siglo XVIII, antes de que la cabernet sauvignon se introdujese en Moldavia. Esta variedad es usada como el componente principal de la mezcla para obtener el vino tinto negru de Purcari.

## Estilos
De acuerdo con el experto en vino Jancis Robinson, la băbească neagră tiende a hacer unos vinos tinos pálidos, de cuerpo ligero y afrutados, con una notable acidez y notas a cereza agria. La uva rosada băbească gri tiende a producir vinos blancos mineralizados con notas a lima que persisten al final.

## Sinónimos
A lo largo de los años, la băbească neagră se ha conocido bajo una gran variedad de sinónimos, incluyendo: aldarusa, asil kara, asîl kara (en la República de Daguestán), băbească, babeasca, babiasca niagra, babiaska niagra, bobiaska niagra, bobyaksa nigra, bobyaska nyagra, căldărușă, caldarusa, chernyi redkii (en Ucrania), chernyl redkyl, ciornai redchii, crăcană, cracana, crăcǎnatǎ, cracanata, crecanate, goldaroucha, grossmuttertraube, hexentraube, kaouchanskii, koldaroucha, koldarusha, koldursha, koptchak, koptchakk, krekanat, krekanate, racanata, rară neagră, răşchirată, raschirata, rastopirka, rastopyrka, rastrepa, rastreppa, rastriopa (en Moldavia), redkyi chernyi, rekhavo grazdi, rekhavo grozdi, rekhavo grozdy, richkirate, richkiriata, riedkym, rimtsurate, rimtzourate, rindsourata, rishki rate, rossmuffertraube, rostopiska, rostopoveska, rychkirate, rymourate, rympurate, ryshkirate, saesser, sassep, sasser, serecsia, serecsia ciornaia (en Moldavia), serectia, sereksia (en Ucrania), sereksia chornaya, sereksiya (en los Estados Unidos), sereksiya chernaya, sereksiya tschiornaya, serexia, serexia noir, serexia tcheurnaia, sesser, stropaty, stropatyi, tchernyi redkii, tcheurny redky, timofeevka, tsotler y tsotlyar.